# Sao Vị

Bản đồ sao Vị Tú

Sao Vị hay Vị Tú (tiếng Hán: 胃宿, bính âm: Wèi Xiù) hoặc Vị Thổ Trĩ (胃土雉) là một trong hai mươi tám chòm sao Trung Quốc cổ đại. Nghĩa đen của nó là dạ dày và con vật tượng trưng là chim trĩ (Vị Thổ Trĩ). Nó là chòm sao thứ ba trong số 7 chòm sao thuộc về Bạch Hổ ở phương Tây.

## Số sao
Sao Vị có 7 mảng sao như sau:
| Hán-Việt     | Tên Trung | Ý nghĩa                                                             | Chòm sao hiện đại | Số sao | Tên sao                                                                                          |
| ------------ | --------- | ------------------------------------------------------------------- | ----------------- | ------ | ------------------------------------------------------------------------------------------------ |
| Vị           | 胃        | Dạ dày, cũng là chỉ vựa chứa thóc lúa trên trời.                    | Bạch Dương        | 3      | 35 Ari, 39 Ari, 41 Ari                                                                           |
| Thiên Lẫm    | 天廩      | Gian kho chứa củi, thóc                                             | Kim Ngưu          | 4      | 5 Tau, 4 Tau, ξ Tau, ο Tau                                                                       |
| Thiên Khuân  | 天囷      | Kho thóc hình tròn                                                  | Kình Ngư          | 13     | α Cet, 97 Cet, λ Cet, μ Cet, ξ1 Cet, ξ2 Cet, ν Cet, γ Cet, δ Cet, 75 Cet, 70 Cet, 63 Cet, 66 Cet |
| Đại Lăng     | 大陵      | Lăng mộ.                                                            | Anh Tiên          | 8      | i Per, τ Per, ι Per, κ Per, β Per, ρ Per, 16 Per, 12 Per                                         |
| Thiên Thuyền | 天船      | Binh thuyền của Thiên Đại tướng Quân hoặc tàu thuyền trong Ngân Hà. | Anh Tiên/Lộc Báo  | 9      | η Per, γ Per, α Per, ψ Per, δ Per, 48 Per, 51 Per, HIP 20156, HIP 19949                          |
| Tích Thi     | 积尸      | Thi thể trong lăng mộ.                                              | Anh Tiên Hậu      | 1      | π Per                                                                                            |
| Tích Thủy    | 積水      | Thiên Thuyền tích trữ nước                                          | Anh Tiên          | 1      | λ Per                                                                                            |

### Sao bổ sung
| Mảng sao     | +1     | +2     | +3     | +4     | +5     | +6     | +7     | +8     | +9        | +10    | +11    | +12      | +13    | +14    | +15    | +16    | +17       | +18   | +19    | +20    | +21      | Ghi chú |
| ------------ | ------ | ------ | ------ | ------ | ------ | ------ | ------ | ------ | --------- | ------ | ------ | -------- | ------ | ------ | ------ | ------ | --------- | ----- | ------ | ------ | -------- | ------- |
| Vị           | 10 Tri | 12 Tri | 21 Per | 52 Ari | 33 Ari |        |        |        |           |        |        |          |        |        |        |        |           |       |        |        |          |         |
| Đại Lăng     | 7 Per  | 8 Per  | 5 Per  | 1 Per  | 4 Per  | 6 Per  | 63 And | 64 And | 65 And    | 66 And | τ Per  | Không rõ | θ Per  | 14 Per | 20 Per | 17 Per | HIP 14066 | ω Per | 32 Per | 30 Per | ω Per    |         |
| Thiên Thuyền | 29 Per | 31 Per | 34 Per | σ Per  | 36 Per | 53 Per | 3 Cam  | 2 Cam  | 1 Cam     | b Per  |        |          |        |        |        |        |           |       |        |        |          |         |
| Tích Thủy    | 43 Per |        |        |        |        |        |        |        |           |        |        |          |        |        |        |        |           |       |        |        |          |         |
| Thiên Lẫm    | 6 Tau  | 29 Tau | 4 Tau  |        |        |        |        |        |           |        |        |          |        |        |        |        |           |       |        |        |          |         |
| Thiên Khuân  | 62 Cet | 58 Cet | 61 Cet | 60 Cet | 69 Cet | 64 Cet | ξ Ari  | 31 Ari | HIP 12647 | 93 Cet | κ1 Cet | 12 Tau   | 25 Eri | 24 Eri | 10 Tau | 95 Cet | 94 Cet    | 7 Eri | 5 Ari  | 84 Cet | V711 Tau |         |